# Västibyn
Västibyn var en av SCB avgränsad och namnsatt tätort i Umeå kommun 30 km nordväst om Umeå. Orten omfattade bebyggelse i Västibyn som utgör västra delen av orten Tavelsjö. 2015 sammanväxte området med tätorten Tavelsjö
Tavelsjö kyrka låg inom denna tätorts avgränsning.

## Befolkningsutveckling
| Befolkningsutvecklingen i Västibyn 1995–2010                     | Befolkningsutvecklingen i Västibyn 1995–2010 | Befolkningsutvecklingen i Västibyn 1995–2010 | Befolkningsutvecklingen i Västibyn 1995–2010 | Befolkningsutvecklingen i Västibyn 1995–2010 |
| ---------------------------------------------------------------- | -------------------------------------------- | -------------------------------------------- | -------------------------------------------- | -------------------------------------------- |
|                                                                  |                                              |                                              |                                              |                                              |
| År                                                               |                                              |                                              | Folkmängd                                    | Areal (ha)                                   |
| 1995                                                             | 1995                                         |                                              | 218                                          | 23                                           |
| 2000                                                             | 2000                                         |                                              | 206                                          | 23                                           |
| 2005                                                             | 2005                                         |                                              | 219                                          | 23                                           |
| 2010                                                             | 2010                                         |                                              | 234                                          | 26                                           |
| Anm.: Ny tätort utbruten ur Tavelsjö 1995, åter sammanvuxen 2015 |                                              |                                              |                                              |                                              |